# Никитенко, Юрий Николаевич
Ю́рий Никола́евич Никите́нко (укр. Юрій Миколайович Нікітенко; род. 28 марта 1974, Одесса) — советский и украинский футболист, выступавший на позиции вратаря

## Биография
Воспитанник СДЮСШОР одесского «Черноморца», первый тренер — Олег Галицкий. В 14 лет, в составе сборной Украинской ССР стал чемпионом СССР среди юношей. Во взрослом футболе дебютировал в 1991 году, проведя 1 матч за кировоградскую «Звезду» во второй низшей лиге чемпионата СССР. В 1992 году вернулся в «Черноморец», однако выступал только за вторую команду клуба. В 1994 году стал игроком тернопольской «Нивы», в составе которой дебютировал в высшей лиге чемпионата Украины, 28 мая 1994 года заменив Дмитрия Тяпушкина на 85-й минуте домашнего матча против запорожского «Торпедо». В тернопольском клубе выступал на протяжении восьми сезонов, однако основным вратарём в команде не был, только в сезоне 1997/98 появившись на поле в большинстве матчей. Также играл за «Тернополь-Ниву-2» и чортковский «Кристалл» во второй лиге. В 2000 году покинул «Ниву».
В 2001 году присоединился к луцкой «Волыни-1», в составе которой в дебютном сезоне стал победителем первой лиги и получил право на выход в высший дивизион, за что Никитенко был удостоен звания «Мастер спорта Украины». Отыграв ещё полгода за волынян в высшей лиге, игрок принял решение вернуться в «Черноморец», однако во время предсезонных сборов в одесской команде Никитенко получил тяжелую травму (разрыв крестообразных связок), из-за чего был вынужден делать операцию по удалению мениска. После восстановления тренеры «Черноморца» на игрока уже не рассчитывали, поэтому в 2004 году Никитенко вернулся в «Волынь», где, однако основным игроком уже не был, больше времени проводя в дублирующем составе. Спустя полгода перешёл в, выступавшее в первой лиге, хмельницкое «Подолье», где провел последующие два года. Вторую половину сезона 2006/07 отыграл в ивано-франковском «Спартаке», после чего стал игроком черниговской «Десны», которой помог занять четвёртое место в первой лиге, что было наивысшим достижением в истории команды, на тот момент. В 2008 году у «северян» сменилось руководство, в связи с чем Никитенко принял решение завершить выступления на профессиональном уровне. В дальнейшем выступал за любительские коллективы из Одессы и Одесской области, в частности в составе таировского «Совиньона» становясь чемпионом Одесчины и бронзовым призёром любительского чемпионата Украины. В 2017 году в течение полугода работал тренером в штабе Андрея Коваленко в одесской «Реал Фарме»

## Достиженя
- Победитель первой лиги чемпионата Украины: 2001/02